# 遠い山なみの光
『遠い山なみの光』（とおいやまなみのひかり、A Pale View of Hills）は、カズオ・イシグロの小説。

## 概要
- 1982年に刊行。その年王立文学協会（英語版）主催のウィニフレッド・ホルトビー記念賞（英語版）（現在の王立文学協会賞）を受賞。
- 日本語版は小野寺健訳で以下が刊行

1984年に邦題『女たちの遠い夏』が筑摩書房で刊行
1994年に訳文改訂を行い、ちくま文庫で再刊
2001年に再改訂し『遠い山なみの光』に改題され、早川書房のハヤカワepi文庫で刊行
2025年6月にハヤカワepi文庫で新版刊

## あらすじ
長崎出身で現在はイギリスの片田舎に住む悦子（わたし）の所へ、娘のニキがロンドンから訪ねてきた。悦子はニキとの様々な会話を通して、日本での若い女性としての自分の人生と、イギリスに住むために日本を離れた経緯を振り返る。
悦子と日本人の夫の二郎は娘を儲けたが、その数年後に悦子はイギリス人の男性と出会い、彼と一緒にイギリスに引っ越した。その際に長女の景子もイギリスに連れて行き、新しい夫と一緒に暮らした。悦子と新しい夫に娘ができると、悦子は彼女を現代風な名前にしたがり、夫は東洋風の名前を欲しがった。そこで2人は、悦子には完全に英国人のように聞こえるが、彼女の夫に少なくともわずかに日本人らしく聞こえる「ニキ」という名前で妥協した。
一方、イギリスで景子は孤独で反社会的になる。悦子は、景子が大きくなるにつれて自分の部屋に閉じこもり、母親が台所に置いておく夕食の料理を食べるだけの生活になったことを思い出す。こうした行動は、景子の自殺で終わる。「あなたのお父さん」と悦子はニキに言う、「彼女はここで幸せにならないでしょう」
物語の冒頭で、悦子は娘のニキに、長崎で佐知子という友達がいたと話す。佐知子には万里子という娘がいた。万里子は、悦子によると、並外れて孤独で反社会的な少女であった。佐知子は「フランク」という名のアメリカ兵と一緒に麻理子をアメリカに連れて行くことを計画していたと、悦子は、回想する。明らかに、佐知子の話は悦子の話と非常によく似ていた。物語は、ニキがロンドンへ帰る場面で終わる。

## 映画
日本・イギリス・ポーランド合作の3か国共同製作で映画化され、2025年9月5日に日本公開予定。監督は石川慶、主演は広瀬すず。また、原作者のイシグロもエグゼクティブプロデューサーとして参加する。
第78回カンヌ国際映画祭の「ある視点」部門に正式出品され、2025年5月15日ワールドプレミアが行われた。

### キャスト
- 緒方悦子：広瀬すず
- 佐知子：二階堂ふみ[9]
- 悦子（1980年代）：吉田羊[6]
- ニキ：カミラ・アイコ[4]
- 藤原：柴田理恵[4][10]
- 松田重夫：渡辺大知[4][10]
- 万里子：鈴木碧桜[4][10]
- 緒方二郎：松下洸平[4][10]
- 緒方誠二：三浦友和[4][10]

### スタッフ
- 原作：カズオ・イシグロ / 小野寺健訳『遠い山なみの光』（ハヤカワ文庫）
- 監督・脚本・編集：石川慶
- 企画：石黒裕之[7]
- 製作総指揮：堤天心[11][12]
- エグゼクティブプロデューサー：カズオ・イシグロ、本多利彦、依田巽、四宮隆史、早川浩、野村明男、吉村和文、Naomi Despres、Michèle Marshall[11][12]
- プロデューサー：石黒裕之、福間美由紀[7]、Stephen Woolley、Elizabeth Karlsen、Mariusz Włodarski、Marta Gmosińska[11][12]
- 撮影監督：Piotr Niemyjski[11][12]
- 音楽：Pawel Mykietyn[11][12]
- ラインプロデューサー：新野安行[11][12]、Benjamin Greenacre[12]
- ミュージックスーパーバイザー：千陽崇之[11][12]
- 美術：我妻弘之、Adam Marshall[11][12]
- 照明：宗賢次郎[11][12]、Carolina Schmidtholstein[12]
- 録音：小川武、Martin Trevis[11][12]
- 装飾：森公美、Hannah Spice[11][12]
- スタイリスト：高橋さやか、Matthew Price[11][12]
- ヘアメイク：酒井夢月、Claire Williams[11][12]
- 音響効果：中村佳央[11][12]
- スクリプター：永倉美香、Susannah Binding[11][12]
- ポストプロダクションスーパーバイザー：Mateusz Kozak[11][12]
- エグゼクティブVFXプロデューサー：Marina Sawicka[11][12]
- キャスティング：田端利江、山下葉子、Olivia Scott-Web[11][12]
- 助監督：是安祐[11][12]、田澤裕一[12]
- 制作担当：間口彰、Lee Tolley[11][12]
- 軍事考証・小道具協力：軍事法規研究会[13]
- 助成：JLOX+、文化庁文化芸術振興費補助金（日本映画製作支援事業）独立行政法人日本芸術文化振興会、POLISH FILM INSTITUTE
- 配給：ギャガ[5]
- 制作プロダクション：分福、ザフール[12]
- 共同制作：Number 9 Films[5]、Lava Films[12]
- 製作幹事：U-NEXT[5]
- 製作：A Pale View of HIlls Film Partners[12]